# Montigny, Cher
Montigny är en kommun i departementet Cher i regionen Centre-Val de Loire i de centrala delarna av Frankrike. Kommunen ligger  i kantonen Henrichemont som tillhör arrondissementet Bourges. År 2022 hade Montigny 323 invånare.

## Befolkningsutveckling
Antalet invånare i kommunen Montigny
Referens:INSEE